# IJsbok
IJsbok is een Nederlands bier van hoge gisting.
Het bier wordt gebrouwen in opdracht van de Stichting Noord-Hollandse Alternatieve Bierbrouwers (SNAB) te Purmerend in De Proefbrouwerij te Hijfte, België.
Het is een roodbruin bier met een alcoholpercentage van 9% (16,9° Plato). Ezelenbok is het basisbier van IJsbok, waarbij door de “vriesmethode” het alcoholpercentage verhoogd wordt.

## Prijzen
- Australian International Beer Awards 2009 – Zilver in de categorie 01A Bock e.a.
- World Beer Cup 2006 – Zilver in de categorie German-Style Strong Bock
- Lekkerste bokbier van Nederland 2007 & 2008 (categorie zwaar bokbier)